# Batalha de Kismayo (2012)
Segunda Batalha de Kismayo foi uma ofensiva militar combinada liderada pelas forças do Exército Nacional da Somália e seus aliados da Missão da União Africana para a Somália (AMISOM) e do Movimento Raskamboni contra o al-Shabaab no último grande reduto do grupo insurgente em Kismayo, na Somália. Começou em 28 de setembro de 2012 e foi referida como Operação Sledge Hammer pelo porta-voz do exército queniano Major Emmanuel Chirchir.

## Antecedentes
Em agosto de 2008, os combatentes da Al-Shabaab e da União dos Tribunais Islâmicos capturaram a cidade portuária de Kismayo, no sul, durante a uma batalha. Kismayo havia se tornado o quartel-general estratégico do grupo islâmico depois que as forças do Governo Federal de Transição da Somália e tropas aliadas da União Africana expulsaram os militantes de Mogadíscio durante a Batalha de Mogadíscio (2010-2011). O controle do porto, entre outras coisas, permitiu que os insurgentes importassem armas e suprimentos.
Em outubro de 2011, uma operação coordenada entre os militares somalis e os militares quenianos começou contra o al-Shabaab no sul da Somália. A missão foi oficialmente liderada pelas Forças Armadas Somalis, com as forças quenianas fornecendo um papel de apoio. No início de junho de 2012, as forças quenianas foram formalmente integradas na AMISOM.

## Desenvolvimento
No início de setembro, os exércitos somalis e quenianos avançaram em direção a Kismayo e tomaram várias aldeias após lutar contra o al-Shabaab. O ataque iminente faz com que 13 mil dos 200 mil moradores de Kismayo fujam, segundo o Alto Comissariado das Nações Unidas para os Refugiados.
Nos dias 25 e 26 de setembro, o exército queniano inicia o ataque bombardeando a cidade.
Na noite de 27 para o dia 28, os militares lançaram uma incursão à cidade. Quatro navios desembarcam soldados na praia, estes participam dos combates terrestres, apoiados por helicópteros Mil Mi-17 e MD 500. Caças F-5 também participam. No solo, os militares dispõem de tanques pesados Vickers MBT e blindados WZ5511.
Em 24 horas, os atacantes tomam o norte da cidade enquanto as forças navais continuavam seu bombardeio.
Finalmente o al-Shabaab inicia a evacuação da cidade, na noite de 28 para o dia 29, recuando principalmente para a cidade de Jilib. Antes da chegada dos soldados, as áreas abandonadas pelos islamitas são invadidas por habitantes que saqueiam tudo o que encontram: alimentos, móveis, computadores, armas e munições.
Os militares avançam lentamente, por receio de emboscadas e bombas escondidas. Antes de deixar a cidade, o al-Shabaab também teria distribuído armas para a população, convocando os civis para lutar contra a AMISOM.
Finalmente, em 1 de outubro, os militares assumiram o controle de Kismayo, com uma coluna de 450 soldados entrando no centro da cidade. Em relação às vítimas, a AMISOM informou que 118 dos seus soldados foram mortos e 60 ficaram feridos.